# الکس سموند
الکساندر الیوت اندرسون سموند (‎/ˈsæmənd/‎؛ انگلیسی: Alex Salmond؛ ۳۱ دسامبر ۱۹۵۴ – ۱۲ اکتبر ۲۰۲۴) اقتصاددان، سیاستمدار، وزیر اول اسکاتلند و رهبر حزب ملی اسکاتلند بود. وی رهبر موافقان جدایی اسکاتلند از بریتانیا در همه‌پرسی استقلال اسکاتلند بود. پس از اعلام نتایج همه‌پرسی استقلال اسکاتلند، الکس سموند اعلام کرد که از مقام وزیر اولی اسکاتلند و رهبری حزب ملی اسکاتلند کنار می‌رود.

## تحصیلات
الکس ساموند دانش‌آموخته دانشگاه سنت اندروز در رشته‌های اقتصاد و تاریخ سده‌های میانه بود.

## زندگی سیاسی
او به عنوان اقتصاددان در دفتر اسکاتلند و بعداً در بانک سلطنتی اسکاتلند کار کرد. در سال ۱۹۸۷ به عضویت مجلس عوام بریتانیا انتخاب شد و از سال ۱۹۸۷ تا ۲۰۱۰ به عنوان نماینده پارلمان (MP) برای حوزه انتخاباتی بنف و بوکان خدمت کرد. او در سال ۱۹۹۰ با موفقیت مارگارت یوینگ را در رقابت رهبری حزب ملی اسکاتلند SNP شکست داد. سالموند این حزب را از طریق نخستین انتخابات پارلمان اسکاتلند در سال ۱۹۹۹ رهبری کرد، موردی که SNP به عنوان دومین حزب بزرگ و سالموند به عنوان رهبر مخالفان ظاهر شد.
او که زمانی یک مبارز رادیکال بود، حزب ملی اسکاتلند را از قرار گرفتن در حاشیه سیاسی و اپوزیسیون دائمی به دولت و جریان اصلی زندگی عمومی اسکاتلند منتقل کرد.

## بازداشت
ساموند که در اوت ۲۰۱۸ پس از اتهام سوء رفتار جنسی از حزب ملی اسکاتلند استعفا داد در ژانویه ۲۰۱۹ به اتهام ۱۴ جرم از جمله اقدام به تجاوز جنسی و تلاش برای تجاوز دستگیر شد. در سال ۲۰۲۰ دادگاهی ساموند را از اتهامات سوءرفتار جنسی تبرئه کرد. او همواره این اتهام را رد می‌کرد.

## حزب آلبا
الکس سموند در سال ۲۰۲۱ حزب آلبا را که طرفدار استقلال اسکاتلند است بنیان گذاشت.

## درگذشت
گفته شده که او به هنگام سخنرانی در مقدونیه شمالی دچار افت فشار خون و سپس بیهوش شد.